# Route nationale 31 (Belgique)
Pour les articles homonymes, voir Route nationale 31.
La route nationale 31 est une route nationale de Belgique qui relie Bruges à Zeebruges. Celle-ci est prolongée à Bruges par l'autoroute A17 en direction de Courtrai. Elle fait partie de l'itinéraire de la route européenne 403 reliant Tournai à Zeebruges. La voie express forme par ailleurs un contournement du centre de Bruges par l'ouest.

## Description du tracé

### Communes sur le parcours
- Région flamande
  -  Province de Flandre-Occidentale
    - Bruges
    - Zuyenkerque

### Dédoublements

#### N31b
La N31b est une bretelle de sortie de la N31 au sud de Bruges la reliant à la N309, pour une longueur de 630 mètres environ.

## Statistiques de fréquentation
| BK   | Début                      | Fin                        | Trafic moyen journalier (6h–22h, en milliers) | Trafic moyen journalier (6h–22h, en milliers) | Trafic moyen journalier (6h–22h, en milliers) | Trafic moyen journalier (6h–22h, en milliers) | Trafic moyen journalier (6h–22h, en milliers) | Trafic moyen journalier (6h–22h, en milliers) | Trafic moyen journalier (6h–22h, en milliers) |
| BK   | Début                      | Fin                        | 1985                                          | 1990                                          | 1995                                          | 2000                                          | 2005                                          | 2010                                          | 2015                                          |
| ---- | -------------------------- | -------------------------- | --------------------------------------------- | --------------------------------------------- | --------------------------------------------- | --------------------------------------------- | --------------------------------------------- | --------------------------------------------- | --------------------------------------------- |
| 1,5  | Bruges (Saint-Michel) N31b | Bruges (Saint-Michel) N397 | 16,8                                          | 27,8                                          | 32,8                                          | 37,0                                          | 39,7                                          | –                                             | –                                             |
| 1,9  | Bruges (Saint-Michel) N397 | Bruges (Saint-Michel)      | 16,2                                          | 24,3                                          | 29,5                                          | 34,6                                          | 36,3                                          | –                                             | –                                             |
| 5,0  | Bruges N367                | Bruges N351                | 20,9                                          | 30,0                                          | 34,0                                          | 38,6                                          | 37,5                                          | –                                             | –                                             |
| 10,3 | Bruges                     | Bruges N371                | 16,0                                          | 23,0                                          | 23,0                                          | 27,0                                          | 28,8                                          | –                                             | –                                             |
| 10,6 | Bruges N371                | Bruges (Dudzele) N348      | 10,4                                          | 12,7                                          | 14,0                                          | 16,9                                          | 19,5                                          | –                                             | –                                             |
| 12,2 | Bruges (Dudzele) N348      | Bruges (Lissewege) N312    | 10,0                                          | 12,3                                          | 14,0                                          | 11,0                                          | 13,5                                          | –                                             | –                                             |
| 18,5 | Bruges (Zeebruges) N335    | Bruges (Zeebruges)         | 10,0                                          | 12,3                                          | 14,0                                          | 11,0                                          | 11,1                                          | –                                             | –                                             |